# دیو استیوارت
دیوید ای. استیوارت (انگلیسی: David A. Stewart؛ زادهٔ ۹ سپتامبر ۱۹۵۲) آهنگساز، موسیقی‌دان، تهیه‌کننده موسیقی، خواننده، گیتارنواز، و ترانه‌سرای اهل انگلستان است. وی از سال ۱۹۷۱ میلادی تاکنون مشغول فعالیت بوده‌است.